# 塞索尔赛姆
塞索尔赛姆（法語：Saessolsheim，法語發音：[sɛsɔlsaim]）是法国下莱茵省的一个市镇，位于该省西部，属于萨韦尔讷区。

## 地理
塞索尔赛姆（48°42'30"N, 7°30'47"E）面积6.49 平方千米，位于法国大東部大區下莱茵省，该省份为法国大陆部分最东部的省份，是阿尔萨斯的一部分，今与上莱茵省组成了阿尔萨斯欧洲集体，其南至上莱茵省，西南接孚日省和默尔特-摩泽尔省，西接摩泽尔省，北与德国接壤，东侧沿莱茵河与德国相望。
与塞索尔赛姆接壤的市镇（或旧市镇、城区）包括：敦策奈姆、弗里多尔赛姆、英格奈姆、朗代尔桑、利特奈姆、罗尔。
塞索尔赛姆的时区为UTC+01:00、UTC+02:00（夏令时）。

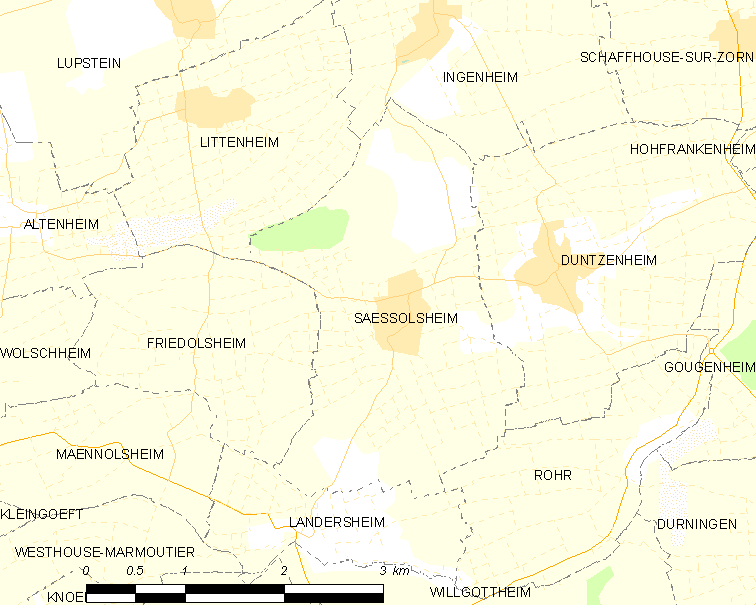
塞索尔赛姆的OSM定位图

## 行政
塞索尔赛姆的邮政编码为67270，INSEE市镇编码为67423。

## 政治
塞索尔赛姆所属的省级选区为萨韦尔讷县。

## 交通
下莱茵省城际客运的203和405两条线路经过塞索尔赛姆。

## 人口

1962-2008年间塞索尔赛姆人口变化图示

塞索尔赛姆于2022年1月1日时的人口数量为602人。